# Amphipholis bananensis
Amphipholis bananensis är en ormstjärneart som först beskrevs av Jean Baptiste François René Koehler 1911.  Amphipholis bananensis ingår i släktet Amphipholis och familjen trådormstjärnor. Inga underarter finns listade i Catalogue of Life.